# Theodoros I. Laskaris
Theodoros I. Komnenos Laskaris (někdy pouze Theodor, řecky Θεόδωρος Α' Λάσκαρις, Theodōros I Laskaris, 1174?–1222), pocházející z magnátské rodiny Laskaridů, byl nikájským císařem v letech 1205 (1208)–1222.

## Životopis

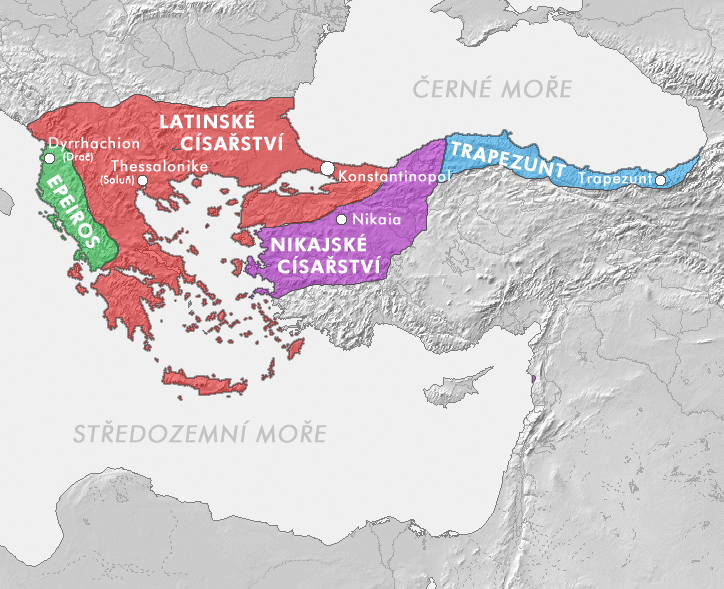
Latinské císařství a řecké nástupnické státy (epirský despotát spolu s nikájským a trapezuntským císařstvím kolem roku 1204 po skončení čtvrté křížové výpravy

Theodoros pocházel ze šlechtického rodu Laskaridů z Malé Asie, kde také spolu se svými bratry spravoval dědičné území. Po dobytí Konstantinopole křižáky 13. dubna 1204 vyhlásil spolu s bratrem Konstantinem samostatný stát se sídlem v Nikaii, který se stal hlavním nepřítelem nově vzniklého císařství latinského. Již před dobytím Konstantinopole pobýval na tamějším dvoře, přičemž se oženil s jednou z dcer císaře Alexia III. Annou. Theodoros se stal hlavním organizátorem boje proti křižákům, kteří se usadili v Konstantinopoli. Roku 1208 ho konstantinopolský patriarcha Michael IV. Autoreanos korunoval na císaře římského (byzantského – basileus ton Romanion) a Theodoros od té doby reprezentoval byzantskou vládu v exilu, připravující se dobýt Konstantinopol zpět (byzantská reconquista). Nikájští císařové postupně odnímali maloasijská a poté i balkánská území Latinům (křižákům) a vytvořili tak základnu pro dobytí Konstantinopole. Theodora však rovněž ohrožovali na východních hranicích Seldžukové, proti kterým se ale zabezpečil vytyčením hranice mezi Rúmským sultanátem a Nikajským císařstvím roku 1210–1211. Pod vládou Theodora I. tehdy bylo západní pobřeží Malé Asie (bez ostrovů) a část severního pobřeží Anatolie. Jeho panství tedy strategicky zaujímalo významnou polohu. Nikaia se v prvních letech Theodorovy vlády stala spojencem Bulharského království, taktéž bojujícího proti Latinům. Se smrtí cara Kalojana a nástupem jeho synovce Borila se situace zhoršila – roku 1211 se proti Theodorovi obrátilo i Bulharsko po boku latinského císaře Jindřicha Flanderského. Roku 1212 uzavřel Theodoros s Jindřichem smlouvu podstatně omezující vliv Latinů v Malé Asii. Ve vnitřní politice prováděl Theodoros konfiskace majetků konstantinopolského patriarchátu a také pozemkové aristokracie, která nesouhlasila s císařovou politikou proti Konstantinopoli. Půdu propůjčoval svým úředníkům, vojákům sobě oddaným či maloasijským klášterům a vytvořil si tím opěrný bod své politiky. V té později pokračoval i manžel Theodorovy dcery Ireny Ioannes (III.) Dukas Vatatzés, který byl nejprve Theodorem (který neměl v době skonu zletilého syna) určen za nástupce a po jeho smrti roku 1222 se skutečně císařem také stal. Ioannes pokračoval v politické dráze nastoupené Theodorem nejen doma – spojením s Bulhary a zmocňováním se území na Balkáně navázal na byzantskou reconquistu, započatou císařem Theodorem I. Laskarisem.

## Potomci
1. manželství ∞ 1199 Anna Komnena Angelina
- Nikolaos Laskaris (†1212)
- Ioannes Laskaris (†1212)
- Irena Laskarina (†1239), nikajská císařovna, choť Ioanna III. Duky Vatatza
- Marie Laskarina (1206–1270), uherská královna, choť Bély IV.
- Eudokie Laskarina, choť Fridricha II. Babenberského

2. manželství ∞ 1214 Filipa Arménská
- Konstantinos Laskaris, thrácký vévoda

3. manželství ∞ (1219) Marie z Courtenay, zůstalo bezdětné